# Arroyo de las Flores (Arroyo Valentín Grande)
Der Arroyo de las Flores ist ein Fluss in Uruguay.
Er entspringt auf dem Gebiet des Departamento Salto östlich von Puntas de Valentín. Von dort verläuft er in nordnordwestliche Richtung und mündet als rechtsseitiger Nebenfluss in den Arroyo Valentín Grande.